# كيث لوكاس
كيث لوكاس (بالإنجليزية: Keith Lucas)‏ (و. 1879 – 1916 م) هو عالم من المملكة المتحدة لبريطانيا العظمى وأيرلندا، ولد في غرينتش، كان عضوًا في الجمعية الملكية، توفي عن عمر يناهز 37 عاماً.

## التعليم
تعلم في كلية الثالوث، كامبريدج، ومدرسة رغبي ‏.

## الخدمة العسكرية
خدم في الجيش البريطاني.

## جوائز
حصل على جوائز منها:
- وسام كرونيان (1912)
- زميل في الجمعية الملكية.